# Saurauia cuspidella
Saurauia cuspidella är en tvåhjärtbladig växtart som beskrevs av Friedrich Anton Wilhelm Miquel. Saurauia cuspidella ingår i släktet Saurauia och familjen Actinidiaceae. Inga underarter finns listade i Catalogue of Life.